# Fengxin
Der Kreis Fengxin (chin. 奉新县; Pinyin: Fèngxīn Xiàn) ist ein Kreis, der zum Verwaltungsgebiet der bezirksfreien Stadt Yichun im Nordwesten der chinesischen Provinz Jiangxi gehört. Er hat eine Fläche von 1.640 Quadratkilometern und zählt 312.956 Einwohner (Stand: Zensus 2010). Sein Hauptort ist die Großgemeinde Fengchuan (冯川镇).

## Administrative Gliederung
Auf Gemeindeebene setzt sich der Kreis aus zehn Großgemeinden und drei Gemeinden zusammen. 